# Joana
Joana és un prenom femení català. És la forma femenina del prenom masculí Joan.

## Difusió
Aquest prenom és tradicional en català i en altres llengües europees. En català també ha donat lloc al cognom Joana i el trobem en el cognom Casajoana.
Variant: Jana

### Variants en altres llengües
- Alemany: Johanna, Joanna, Johanne
- Anglès: Jan, Jane, Joan, Joann, Joanne, Jenny, Jenna, Jean, Johanne, Johanna, Joanna; diminutius: Janet, Janice
- Àrab: ﻳونّا (Yuwannā)
- Búlgar: Яна, Яница (Jana, Janitsa), Ивана (Ivana)
- Danès: Johanne
- Eslovac: Jana
- Espanyol: Juana; diminutiu: Juanita
- Finlandès: Johanna
- Francès: Jeanne; diminutius: Jeannette, Jeannine
- Grec: Γιαννα (Yanna); diminutiu: Γιαννουλα (Yannoula)
- Hebreu: יוחנה (Yoḥanah), יוכבָד (Yocheved)
- Hongarès: Janika
- Irlandès: Siobhán
- Islandès: Jóhanna, Jensína; diminutius: Jóna, Hansína
- Italià: Giovanna
- Occità: Joana; Joaneta, Joanina, Nina (diminutius)[2]
- Piemontès: Gioana
- Polonès: Joanna
- Portuguès: Joana
- Romanès: Ioana, Oana
- Rus: Ивана (Ivana), Жанна (Janna), Яна (Jana)
- Serbi: Jovana
- Suec: Johanna
- Txec: Jana
- Ucraïnès: Іванна (Ivanna)
- Xinès: 乔瓦娜 (Qiáo wǎ nà)

## Festa onomàstica
Hi ha diverses santes amb el prenom Joana:
- Joana Maria Condesa, beata 16 de gener
- Joana-Francesca Michelotti, verge 1 de febrer.
- Joana de Lestonnac, vídua i fundadora religiosa 2 de febrer.
- Joana de Valois, reina 4 de febrer.
- Joana Antida Thomret, verge 21 de maig.
- Joana d'Arc, verge 30 de maig.
- Joana Isabel Richier dels Angels, verge 26 d'agost.
- Joana de Chantal, vídua 12 de desembre
- Joana de Tolosa, beata 31 de març
- Joana d'Aza, beata 2 d'agost
- Joana de la Creu, pàgina de desambiguació
- Joana Jugan, santa 29 d'agost
- Càndida Maria de Jesús, nascuda Juana Josefa Cipitria y Barriola, santa 9 d'agost
- Jeanne Émilie de Villeneuve, beata 2 d'octubre

Tanmateix, és freqüent també celebrar la festa onomàstica de Joana per la de Sant Joan Baptista el 24 de juny. A més, és possible celebrar aquesta onomàstica en la d'altres sants que porten el prenom Joan.

## Biografies
- Nobles
  - Joana d'Alvèrnia, comtessa d'Alvèrnia
  - Joana d'Àustria, arxiduquessa d'Àustria i duquessa consort de Toscana
  - Joana Elisabet de Baden-Durlach, noble alemanya
  - Joana la Beltraneja, infanta de Castella i reina consort de Portugal
  - Joana de Portugal i de Coïmbra, regent de Portugal
  - Joana de Saxònia-Gotha, princesa de Saxònia
  - Joana de Borbó, reina consort de França
  - Joana de Borgonya i de França, reina consort de França
  - Joana II de Borgonya, comtessa de Borgonya i reina consort de França
  - Joana III de Borgonya, duquessa consort de Borgonya
  - Joana I de Castella, reina de Castella, Aragó i Navarra
  - Joana III de Cardona, duquessa de Cardona
  - Joana d'Empúries, infanta d'Empúries
  - Joana II d'Empúries, duquessa de Sogorb i comtessa d'Empúries
  - Joana Enríquez, reina consort d'Aragó i de Navarra
  - Joana d'Evreux, reina consort de França i de Navarra
  - Joana de França, reina consort de Navarra
  - Joana de Foix, comtessa consort de Ribagorça
  - Joana Grey, pretendent al tron d'Anglaterra
  - Joana d'Habsburg i de Portugal, infanta de Castella i d'Aragó
  - Joana Magdalena de Hanau-Lichtenberg, noble alemanya
  - Joana Elisabet de Holstein-Gottorp, princesa de Holstein-Gottorp
  - Joana d'Itàlia, reina de Bulgaria
  - Joana Manuel, reina consort de Castella
  - Joana I de Nàpols, reina de Nàpols
  - Joana II de Nàpols, reina de Nàpols
  - Joana I de Navarra, reina de Navarra i reina consort de França
  - Joana II de Navarra, princesa de França, reina de Navarra
  - Joana III de Navarra, reina de Navarra
  - Joana de Navarra i de Castella, infanta de Navarra i comtessa consort de Foix
  - Joana d'Oettingen-Oettingen, noble alemanya
  - Joana de Prades, infanta de Prades
  - Joana de Perellós, noble catalana
  - Joana de Sayn-Wittgenstein, noble alemanya
  - Maria Joana Baptista de Savoia, regent del ducat de Savoia
  - Joana de So i de Castro, vescomtessa consort de Rocabertí
  - Joana de Rocabertí, noble catalana
  - Joana de Rocabertí i de Fenollet, noble catalana
  - Joana I de Tolosa, comtessa de Tolosa
  - Joana d'Urgell, infanta d'Urgell i comtessa consort de Foix
  - Joana de Valois, princesa de França
  - Joana de Valois, duquessa de Bretanya, duquessa consort de Bretanya
  - Joana de Valois i d'Anjou, duquessa consort de Borbó
  - Carlota Joana de Waldeck-Wildungen, noble alemanya

- Altres:
  - Joana Barthes, Clardeluna, escriptora occitana
  - Joana Escorna, muller d'Ausiàs March
  - Joana Ortega, política
  - Joana Barceló, política
  - Joana Pol, escriptora i pintora
  - Joana Raspall, escriptora
  - Joana Lluïsa Mascaró, política
  - Joana Xamena Terrasa, biòloga i política
  - Joana Aina Vidal Burguera, política
  - Joana Clement i Sangüesa, activista cultural catalana

- Cognom:
  - Cognom català:
    - Gerard Joana i Vidal, farmacèutic, espeleòleg i monjo de Montserrat
    - Jaume Casajoana i Roca, advocat i polític
    - Carles Casajuana, escriptor i diplomàtic
    - Josep Casajuana i Pladellorens, polític

  - Cognom castellà:
    - Iñaki de Juana Chaos, membre de l'organització armada independentista basca ETA
    - Ángel de Juana García, futbolista

### Versió Jeanne
- Jeanne Coroller-Danio, escriptora
- Jeanne Calment, persona longeva
- Jeanne Moreau, actriu
- Jeanne Antoinette Poisson, coneguda com a Madame de Pompadour, amant del rei Lluís XV de França
- Jeanne Agnès Berthelot de Pléneuf, cortesana francesa
- Marie-Jeanne du Barry, amant del rei Lluís XV de França

### Versió Juana
- Juana Acosta, model
- Juana Galán, guerrillera de la Guerra de la Independència
- Juana Capdevielle, pedagoga
- Juana Inés de la Cruz, escriptora
- Juana de Ibarbourou, escriptora
- Juana Borrero, poetessa
- Juana Serna Masiá, política valenciana
- Juana Azurduy de Padilla, guerrillera peruana

### Versió Johanna
- Johanna Vergouwen, pintora flamenca

### Versió Joan
- Joan Crawford, actriu
- Joan Collins, actriu
- Joan Fontaine, actriu
- Joan Baez, cantant

## Miscel·lània
- Estepa Joana, planta endèmica de les Illes Balears
- Papessa Joana, llegenda
- Serrat de Font Joana, serra de la comarca d'Osona (Principat de Catalunya)
- La Jana, municipi del País Valencià
- (127) Johanna, asteroide
- Joana de París, (1942) film de Robert Stevenson
- Giovanna d'Arco, òpera de Giuseppe Verdi
- Doña Juana, estratovolcà (Colòmbia)
- Província de Juana Azurduy de Padilla, departament de Bolívia